# Gilbert White
Gilbert White FRS (18 de juliol de 1720 – 26 de juny de 1793) va ser un clergue, i un pioner naturalista i ornitòleg anglès. Va romandre solter i capellà tota la seva vida. És conegut per la seva "The Natural History and Antiquities of Selborne" del 1789 (Història Natural i d'Antiguitats de Selborne).

## Vida

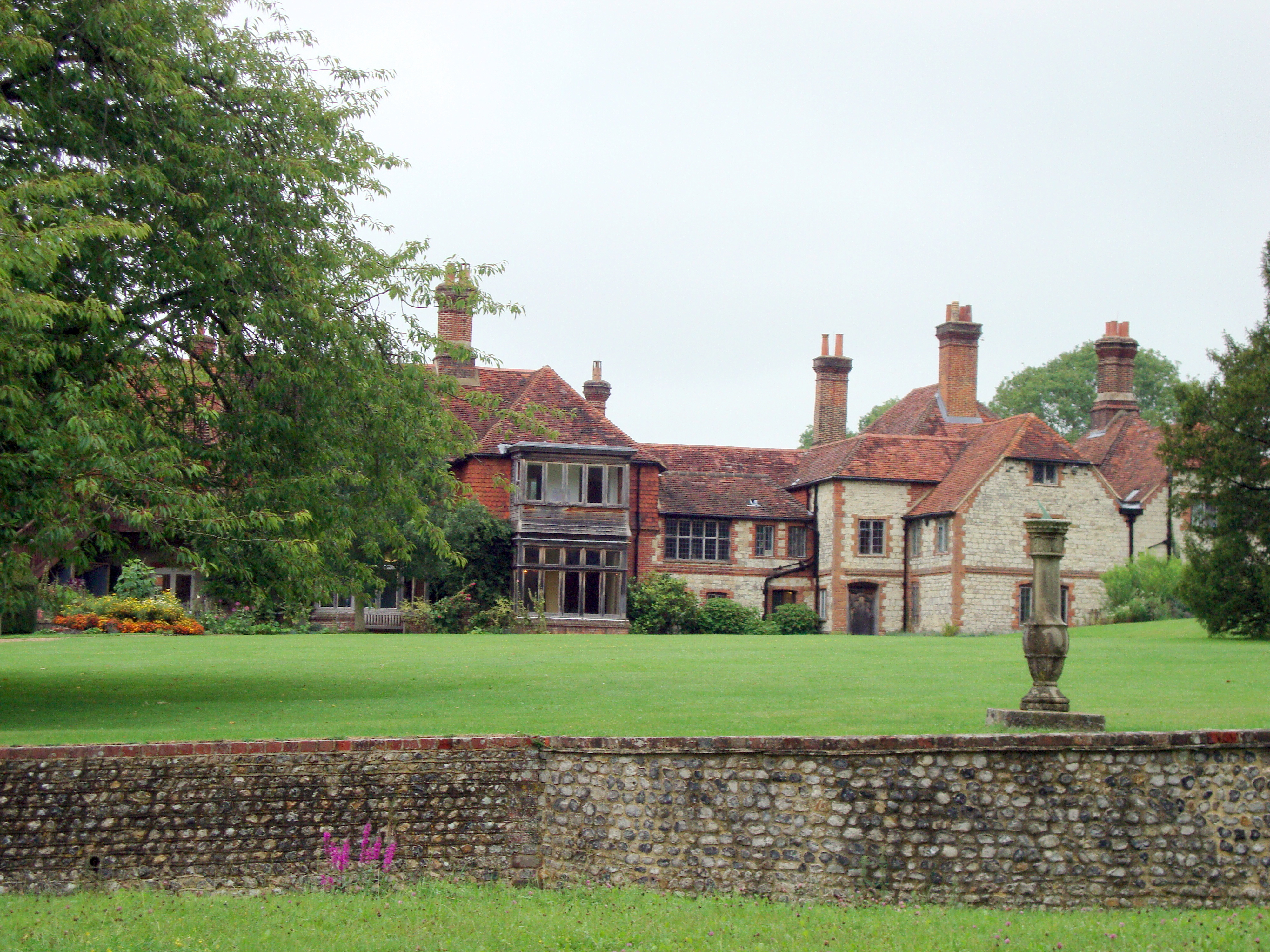
Casa de Gilbert White, The Wakes, ara un museu, vista des de la part posterior dels jardins, presa el setembre de 2010

White va néixer a la vicaria del seu avi, a Selborne, Hampshire. Es va formar a l'Holy Ghost School i, per un tutor privat de Basingstoke abans d'anar a l'Oriel College, d'Oxford. Va obtenir l'ordre del diacanat el 1746, i és totalment ordenat el 1749. Posteriorment, va ocupar diversos càrrecs a Hampshire i Wiltshire, incloent Selborne la veïna parròquia de Newton Valence i Farringdon, així com Selborne, en quatre ocasions. Sobre 1752/53 White va liderar l'oficina del jove Procurador a Oxford i va ser Degà d'Oriel. El 1757 es va convertir en "perpetual curate" no resident de Moreton Pinkney a Northamptonshire. Després de la mort del seu pare l'any 1758, en White va tornar a la casa familiar a The Wakes de Selborne, que va heretar el 1763. El 1784 es va convertir en coadjutor de Selborne per quarta vegada, restant així fins a la seva mort. El haver estudiat en els cercles més prestigiosos d'Oriel, a instàncies del seu oncle, no se'l va considerar que pogués mantenir la vida de Selborne, per la qual cosa se'l va traslladar al Magdalen College d'Oxford.

White és considerat per molts com el primer ecologista anglès, i una de les persones que dissenya una actitud moderna de respecte per la natura. Va dir de cuc de terra:
Cucs de terra, encara que en aparença un petit i menyspreable baula de la cadena de la natura, però, en cas de pèrdua, produiria un lamentable abisme. […] cucs semblen ser els grans impulsors de la vegetació, perquè aquesta procedeixi de manera poc convincent, però sense ells ...
White i William Markwick van recollir registres de les dates d'aparició de més de 400 espècies vegetals i animals. White recopilava a Hampshire i mentre que Markwick a Sussex entre 1768 i 1793. Aquestes dades, es resumeixen en The Natural History and Antiquities of Selborne com les primeres i últimes dates per a cada esdeveniment durant un període de 25 anys, i trobem els primers exemples de la moderna fenologia. El seu diari de 1783-84 corroboraria el dramàtic impacte que va produir l'erupció volcànica del 'Laki haze' que s'estengué des d'Islàndia amb conseqüències letals a tot Europa.
La germana de Gilbert White, Anne es va casar amb Thomas Barker (1722-1809), anomenat el "pare de la meteorologia", i Gilbert va mantenir correspondència amb el seu nebot Samuel Barker, que també va escriure un periòdic naturalista.

## The Natural History and Antiquities of Selborne

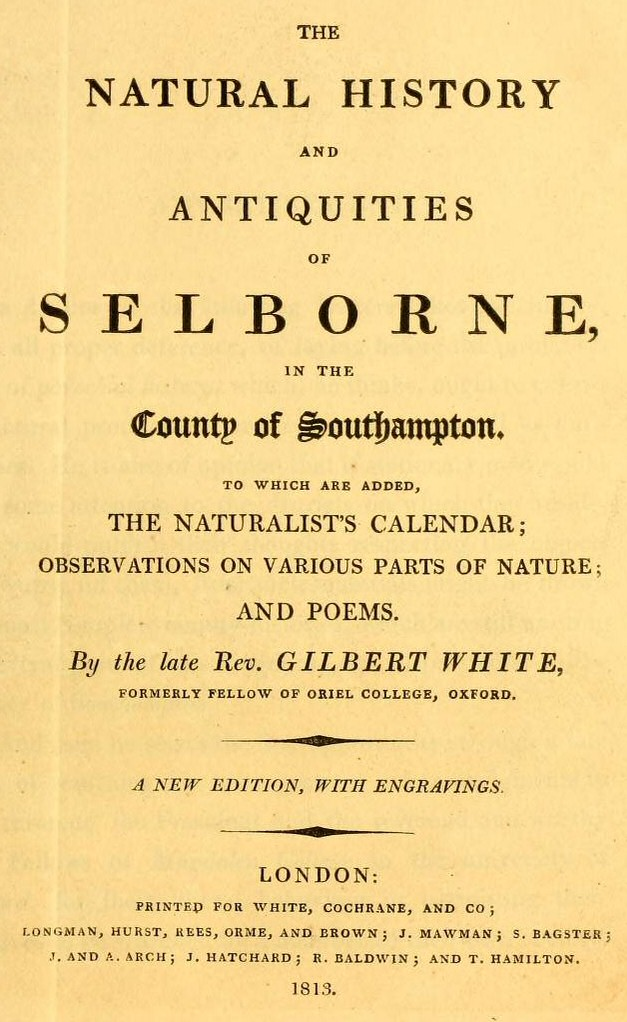
Títol de la portada de la Història Natural, de White que va publicar tardanament

White és majoritàriament conegut per la seva The Natural History and Antiquities of Selborne (1789). L'obra està presentada com una compilació de cartes a Thomas Pennant, el reconegut zoòleg britànic del moment i a Daines Barrington, un advocat anglès i Fellow de la Royal Society, encara que un nombre de "cartes" com les primeres nou, mai va ser enviades, i van ser escrites especialment pel llibre. El llibre ha estat contínuament editant-se des de la seva primera publicació. Es va portar a terme "probablement de forma apòcrifa" i va arribar a ser el quart llibre mes publicat en llengua anglesa després de la Biblia, les obres de Shakespeare, i The Pilgrim’s Progress de John Bunyan.
El biògraf de White, Richard Mabey, lloava White amb expressivitat:

## Llegat
La casa familiar de White a Selborne, The Wakes, acull ara el Gilbert White Museum. La Selborne Society va ser fundada el 1895 per perpetuar la memòria de Gilbert White. Va adquirir terrenys per part del Grand Union Canal a Perivale a l'Oest de Londres per crear el primer santuari ornitològic de la Gran Bretanya, conegut com a Perivale Wood. En la dècada de 1970, Perivale Wood es va convertir en un Reserva natural Local. Aquesta iniciativa va ser liderada per un grup de joves naturalistes, especialment Edward Dawson, Peter Edwards, Kevin Roberts i Andrew Duff. Va ser designat pel Ealing Borough Council, consell de la ciutat, en virtut de la Llei de Parcs Nacionals i d'Accés a la Natura de 1949. Flora Thompson, novel·lista naturalista va dir de White " és fàcil imaginar-lo, com el primer de escriptor naturalista anglès, el més sobri i senzill, i encara el més feliç dels homes.
White és citat per Merlyn a The Once and Future King per T. H. White i The Boy in Grey per Henry Kingsley, on la Griva daurada apareix com un personatge. Un documental sobre White, presentat per l'historiador Michael Wood, va ser emes per la BBC Four de l'any 2006. Whote es commemora en la inscripció d'una de les vuit campanes instal·lades el 2009 a Holybourne, Hampshire. Es recullen les anècdotes d'una tortuga, que va heretar de la seva tia a The Natural Hisotry and Antiquities of Selborne en el llibre de Verlyn Klinkenborg's book, Timothy; o, Notes of an Abject Reptil (2006), i per l'obra de la Sílvia Townsend Warner The Portait of a Tortoise (1946).

## Obres
- White, Gilbert (1795). A Naturalist's Calendar, with observations in various branches of natural history, extracted from the papers of the late Rev. Gilbert White of Selborne, Hampshire, Senior Fellow of Oriel College, Oxford. Never before published. London: printed for B. and J. White, Horace's Head, Fleet Street. Edited by J. Aikin.